# Vignanello
Vignanello is een gemeente in de Italiaanse provincie Viterbo (regio Latium) en telt 4699 inwoners (31-12-2004). De oppervlakte bedraagt 20,5 km², de bevolkingsdichtheid is 229,18 inwoners per km².

## Demografie
Vignanello telt ongeveer 1837 huishoudens. Het aantal inwoners daalde in de periode 1991-2001 met 0,4% volgens cijfers uit de tienjaarlijkse volkstellingen van ISTAT.
| Jaar | Inwoneraantal |
| ---- | ------------- |
| 1991 | 4724          |
| 2001 | 4705          |

## Geografie
De gemeente ligt op ongeveer 369 m boven zeeniveau.
Vignanello grenst aan de volgende gemeenten: Corchiano, Fabrica di Roma, Gallese, Soriano nel Cimino, Vallerano en Vasanello.

## Externe link

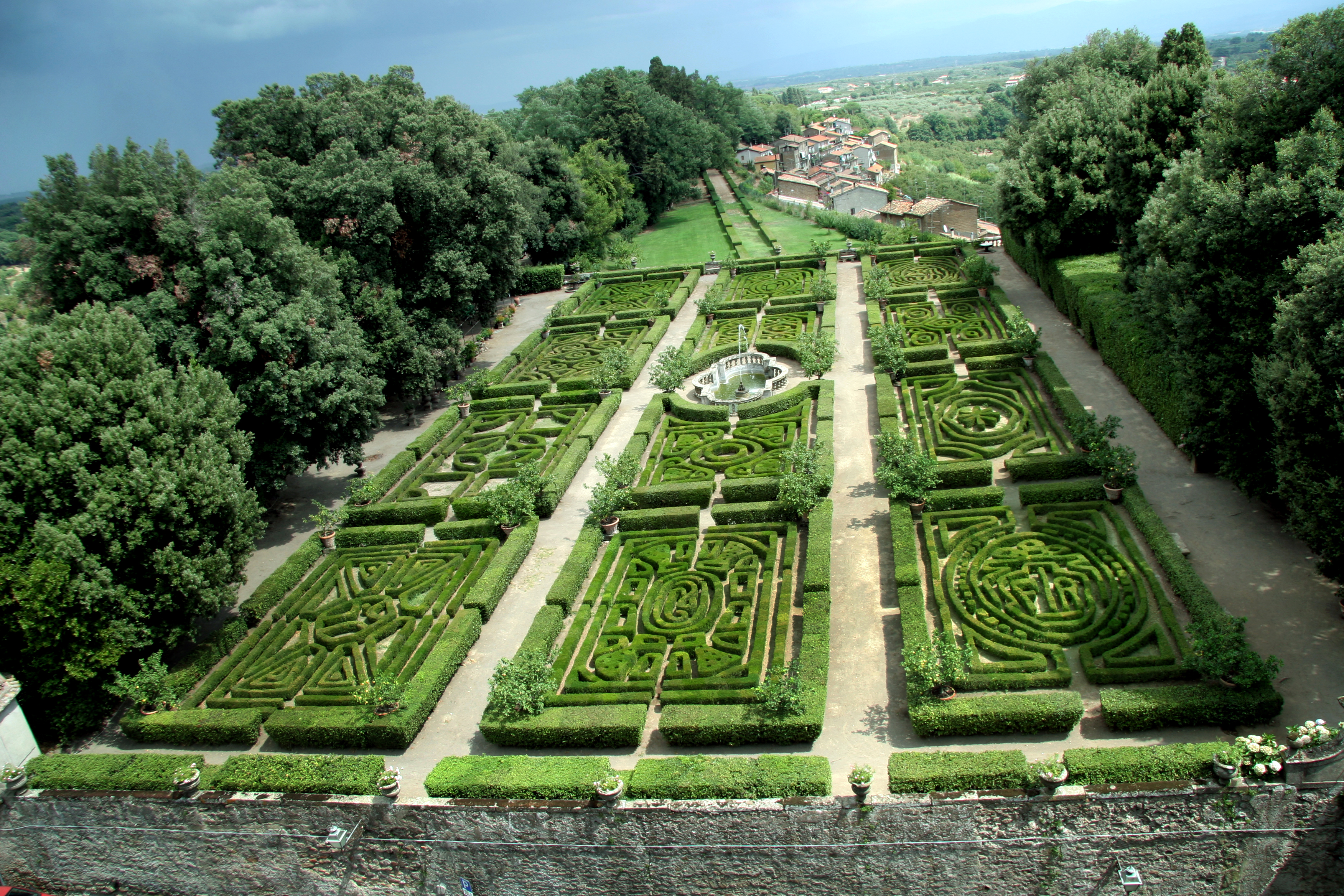
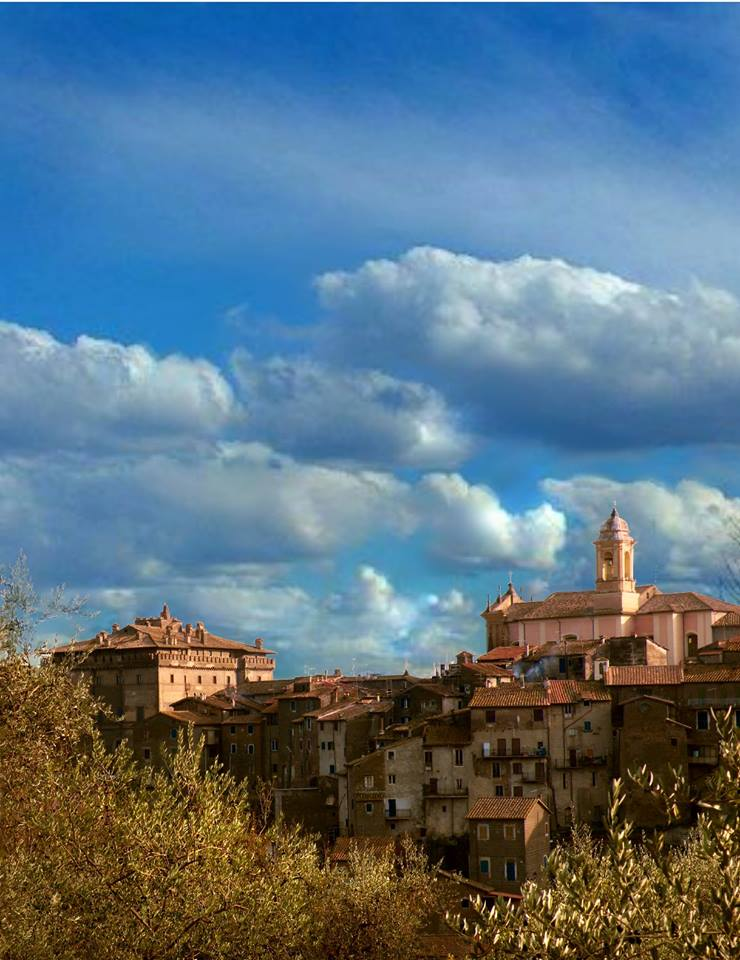
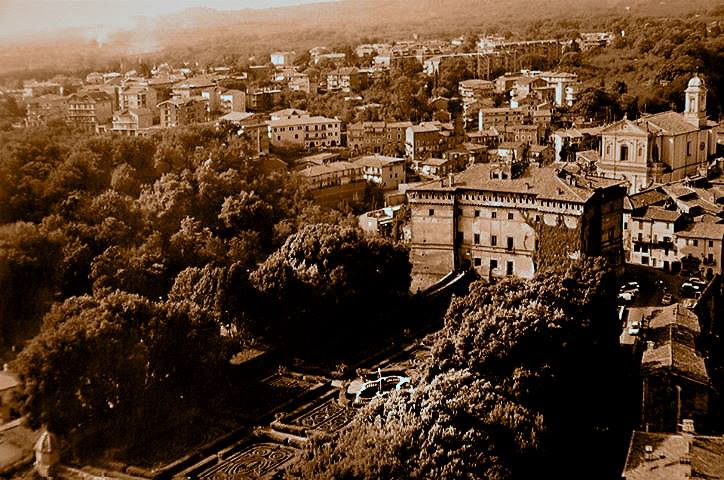
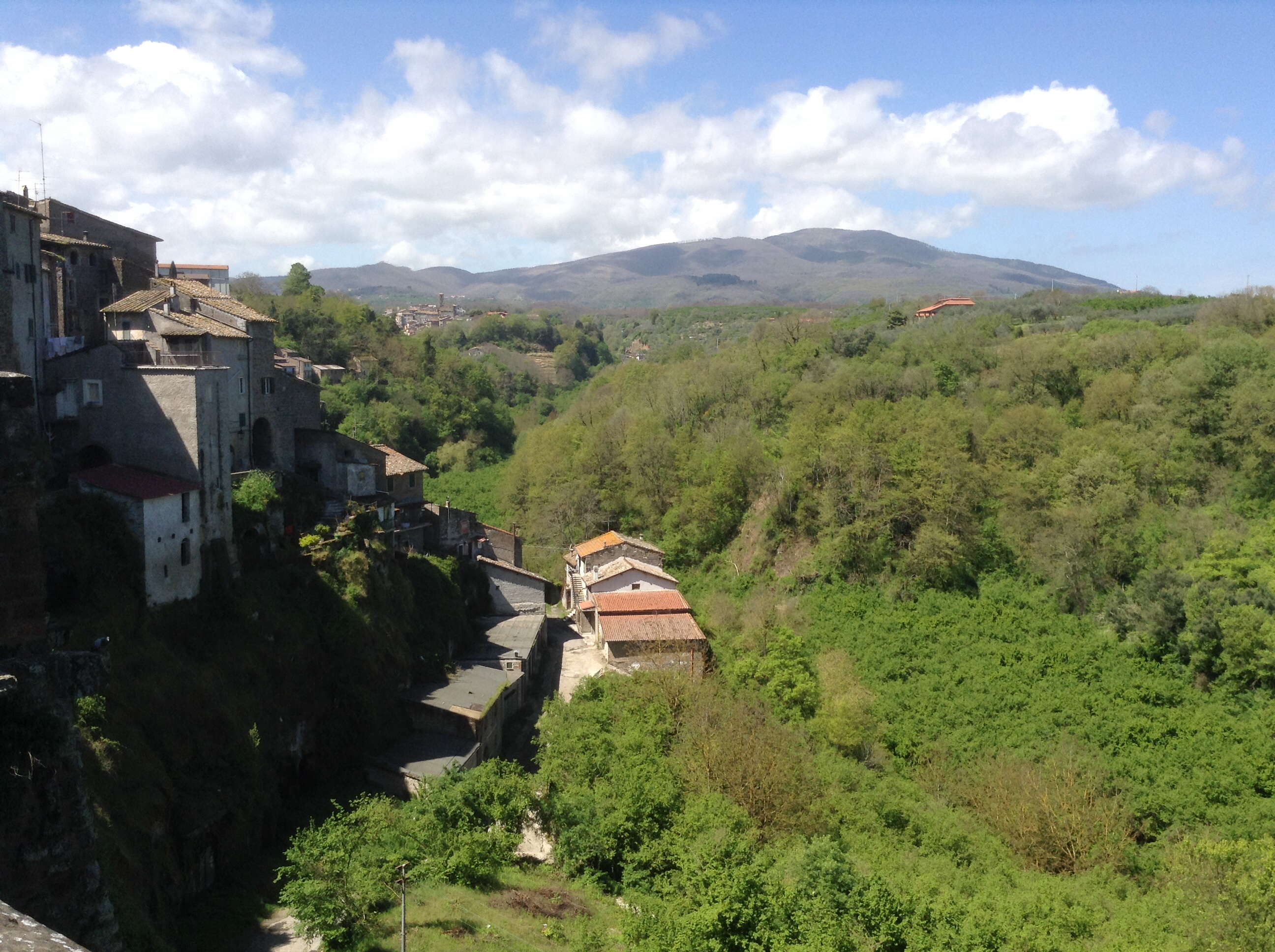
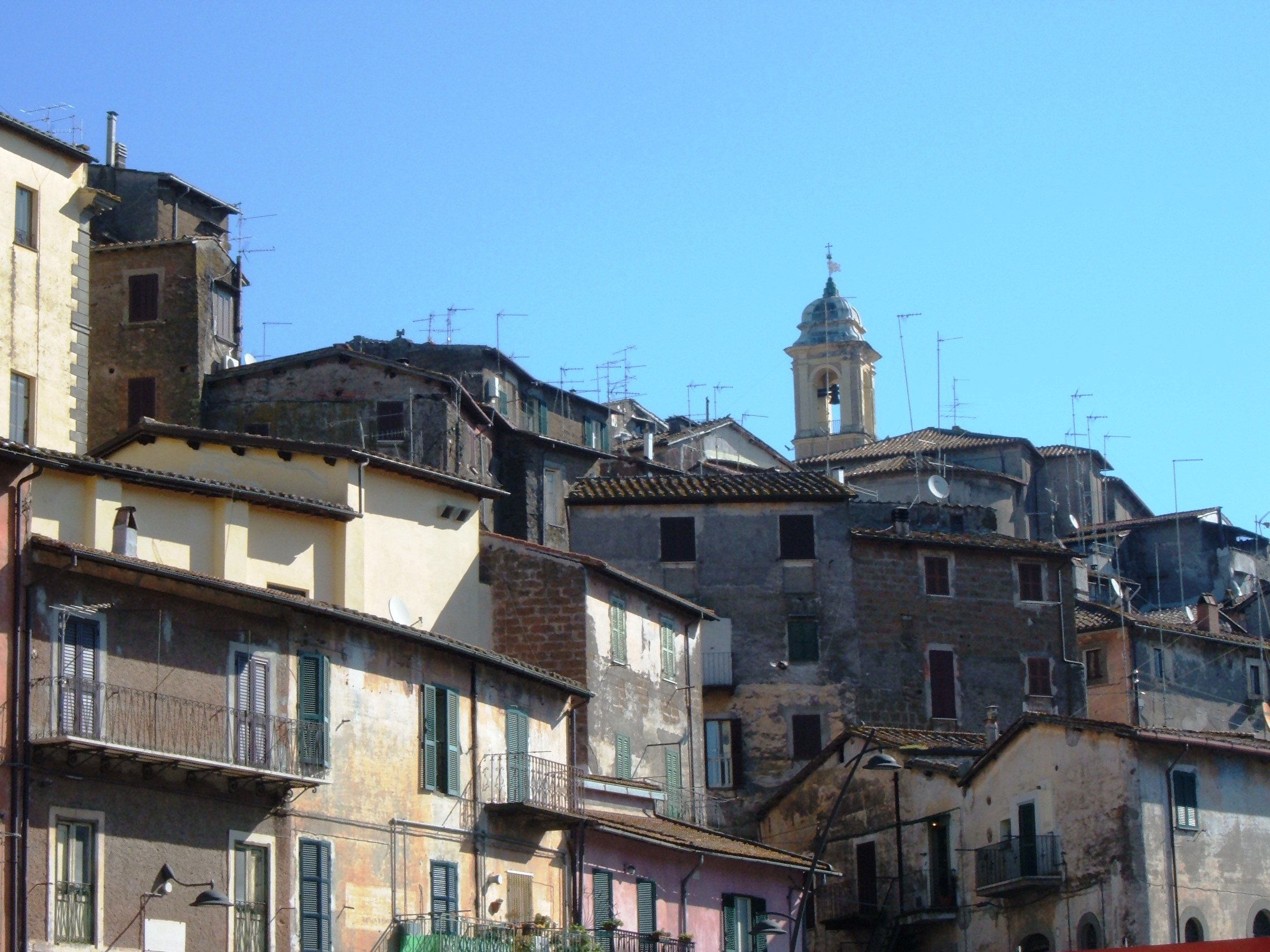